# 古鹰号重巡洋舰
古鹰号重巡洋舰为日本帝国海军建造的古鹰级重巡洋舰的首舰。本舰以同位于广岛县江田岛市的海军兵学校附近的古鹰山命名。1925年2月25日下水，1942年10月12日在南太平洋被美国巡洋舰和驱逐舰击沉。

## 设计
古鹰与其姐妹舰加古同为日本海军的第一代高速重巡洋舰，意图对抗美国的奥马哈级与英国的霍金斯级侦查巡洋舰；并对夕张号轻巡洋舰上实验的各种先进设计进行发展。
古鹰与加古最初以“侦查巡洋舰”的概念进行设计，虽带有水上飞机设施，却因没有配备弹射器而只能从水上起飞；一直到1932年3月改装这一情况才得到解决。

## 建造
日本帝国海军在大正时代将7,000吨以上巡洋舰定为“一等巡洋舰”，不满7000吨定为“二等巡洋舰”。本舰1922年12月5日于三菱造船厂长崎造船所动工，1925年2月25日下水，1926年3月31日正式竣工。虽然姐妹舰加古1922年11月17日便先于本舰动工，但因加古建成过程中的事故影响，本舰先行建造完毕，因而将本级命名为“古鹰级”。
这以后，根据1930年10月2日签署的伦敦海军条约规定，将古鹰、加古以及准同级舰青叶、衣笠分类为重巡洋舰。

## 服役历史

### 两次大战之间

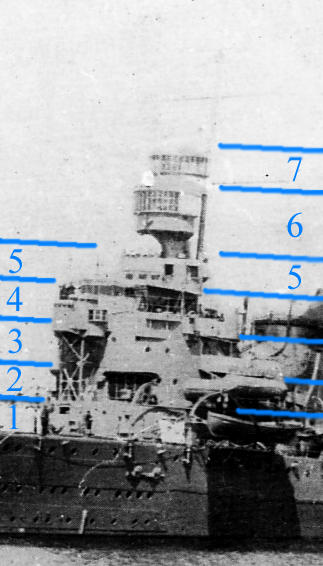
1926年4月5日服役时的舰桥状态

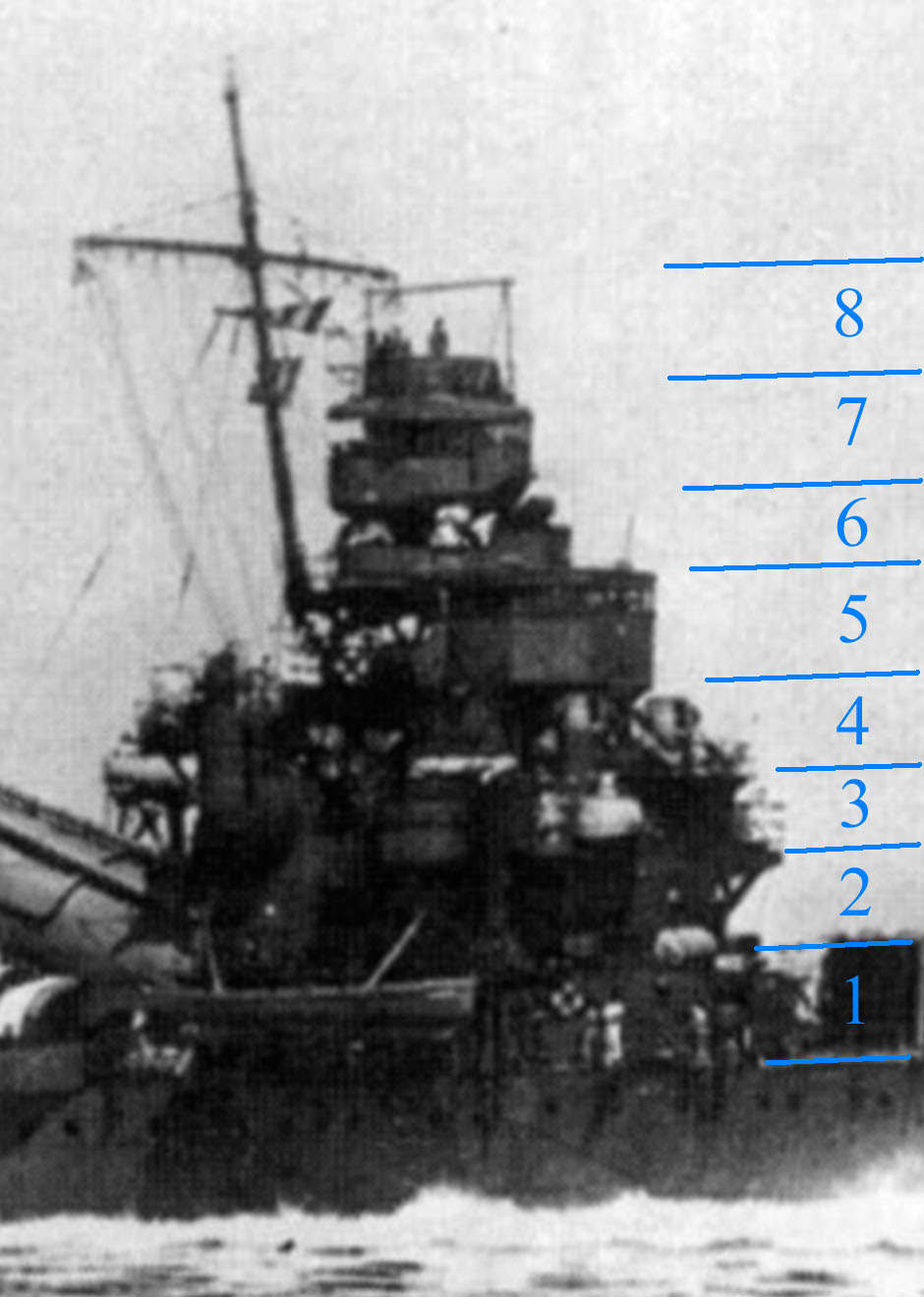
改装完成后，1939年舰桥状态

古鹰号建成后与姐妹舰加古编入第五战队，并在1927年3月至4月在福建厦门與台灣澎湖马公一带活动。同年两舰参加夏秋特别大演习，演习中第五战队发生撞击事故。1928年3月至4月在中国华北水域活动，帮助第2次向山东出兵将海军陆战队送到青岛登陆。12月4日参加天皇加冕特别海上阅兵。1929年3月至4月间继续在华北水域巡弋。1931年3月至5月间本舰进驻青岛水域。
本舰在1932年至1933年间于吴港海军基地进行近代化重建与改装，将高射炮换为4.7英寸，并配备舰上飞机弹射器。
进一步改装在1937年4月起实施，将原本6门单装200毫米舰炮更换为8英寸（203毫米）双联装3座计6门，同时使用改进的炮架（允许55度仰角）；更换火控系统与防空高射机枪；以及8门24英寸（610毫米）氧气鱼雷发射管；为换载2架九四式水上侦察机更换水上飞机设施。另外对锅炉进行设计改造全面使用燃烧重油锅炉并对相关机械系统进行翻修。此外为了解决新增设施引起的中心上升，对舰体进行拓宽。
1940年10月1日参加在横滨的日本纪元2600年特别阅舰式。

### 第二次世界大战

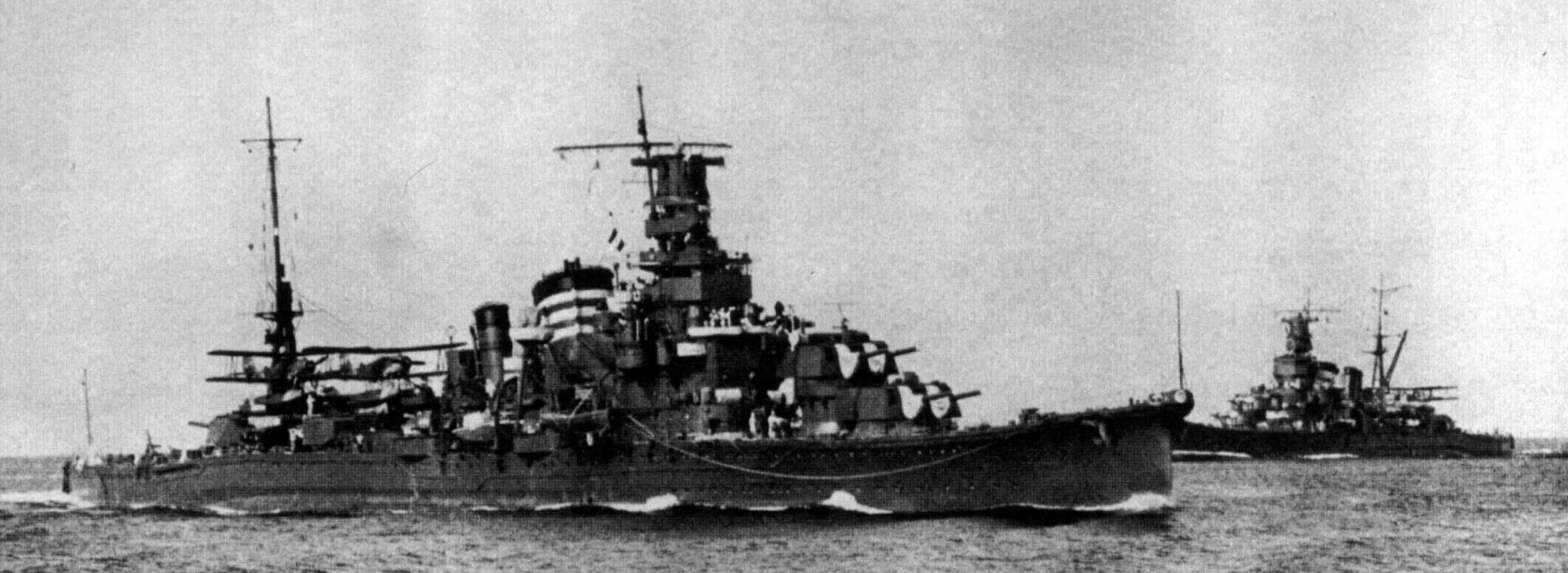
古鹰1941年11月状态

1941年末，古鹰与姐妹舰加古、青叶、衣笠编入第六战队。在进攻珍珠港时，负责支援进攻关岛。其后，第一次对威克岛进攻未果后，第六战队编入第二次进攻部队并在威克岛陷落后返回加罗林群岛特鲁克泊地。1942年1月18日，第六战队参与支援日军在新不列颠岛拉包尔、新爱尔兰岛卡维恩登陆，并在马绍尔群岛海域巡逻。同年3月、4月间第六战队增援第十八战队从拉包尔泊地出发，掩护日军在所罗门群岛与新几内亚布卡、肖特兰群岛、基埃塔、马努斯岛、阿德默勒尔蒂群岛、图拉吉岛等地的登陆。5月6日古鹰在肖特兰群岛附近受到4架美军B-17轰炸机攻击，未受损。

#### 珊瑚海海战
1942年5月，古鹰隶属于MO进攻部队参加珊瑚海海战，部队由第六战队（青叶、衣笠、古鹰、加古），祥凤号轻型航空母舰、涟号驱逐舰组成。第六战队7日离开肖特兰泊地在海上与祥凤号会合，于上午11:00受到来自约克城号航空母舰与列克星敦号航空母舰上93架SBD无畏式轰炸机与TBD毁灭者鱼雷攻击机攻击，虽然第六战队围绕祥凤号组成了轮形阵型却尚未习惯这种编队战法，并未发挥预想的防空效果，祥凤号因此受到集中攻击进而沉没。此时青叶等收到撤退命令并放弃对祥凤号幸存船员的救助行动；而涟号一段时间后返回沉没现场救起约200名船员。次日，同起飞自两艘美国航母的46架SBD、21架TBD与15架F4F野猫战斗机对翔鹤号航空母舰发起进攻，重创水线以上船体迫使她脱离交战海域。古鹰号与衣笠号在战斗中未受损，掩护翔鹤号撤回特鲁克泊地。
古鹰号在6月5日回国抵达吴港修理，7月7日重新回到特鲁克泊地；之后日本海军大规模重整后编入新建立的第八舰队，并从事所罗门群岛、新不列颠岛与新爱尔兰岛间海域的巡逻工作。

#### 萨沃岛海战
在1942年8月9日位于所罗门群岛海域的萨沃岛海战中，第六战队伴随旗舰鸟海号重巡洋舰、天龙号轻巡洋舰、夕张号、夕凪号驱逐舰对盟军舰队发起夜袭。晚上越23:00，鸟海号、古鹰号与加古号放飞水上侦察机；日舰队借助这些飞机在战斗水域上空盘旋放出照明弹向美舰队开火。战斗中，阿斯托利亚号重巡洋舰、昆西号重巡洋舰、文森斯号重巡洋舰、堪培拉号重巡洋舰被击沉，芝加哥号重巡洋舰、拉尔夫·塔尔伯特号驱逐舰，帕特森号驱逐舰受创。日军方面，鸟海号被击中3次，衣笠号2次，青叶1次，古鹰号未受损并于次日8月10日返回卡维恩。
8月末，第六战队与鸟海从肖特兰泊地出发为瓜达尔卡纳尔岛增援船队提供远距离炮火支援；同日，一架VP23中队的“黑猫”PBY卡特琳娜水上飞机于白昼时对古鹰发起进攻未果。9月中旬古鹰在基埃塔与拉包尔间往返进行补给。9月12日，美军S-47号潜艇在新爱尔兰岛南侧对古鹰发动攻击，同样未果。

#### 埃斯佩兰斯海角海战
1942年10月11日，对日军进攻已经有所防备的美军将旧金山号重巡洋舰、盐湖城号重巡洋舰、博伊西号轻巡洋舰与海伦娜号轻巡洋舰（皆配备有对水面用雷达）以及5艘驱逐舰部署在瓜岛水域末端意图阻拦敌舰进入萨沃湾。
晚上约22:35，海伦娜号雷达率先发现日军舰队，同时美舰队成功跨越日舰队T字头。两军同时开火，但日軍认为自己受到友军打击，下令180度掉头，将本方舰队的侧舷全部暴露在美军火力之下。在炮击中青叶舰桥受到重创，一边释放烟幕一边打左舵撤退，紧跟在后的古鹰舰长荒木选择跟随，一边下令打舵一边准备右舷炮战，但还未完全进入烟幕前便受到美舰队炮击，炮弹诱爆了古鹰的九三式魚雷引起大火，在黑暗中变成一个醒目从，使得她变成炮火集中攻擊的目标，期间邓肯号驱逐舰还向古鹰发射2枚鱼雷，未命中（或啞彈。當時美軍尚未發現Mk 15型魚雷使用的6型雷管導致啞彈）。古鹰3号炮塔故障无法旋转、鱼雷发射管损坏、机械室被炮弹贯穿、向左舷倾斜5度、主机故障无法航行。次日约02:28，古鹰从舰艉开始下沉。荒木舰长以下514人由初雪号驱逐舰、丛云号驱逐舰、白雪号驱逐舰救起。33人阵亡，110人失踪。美军俘虏了包括在内的115名古鹰乘员，大多数人被关押在位于新西兰的费瑟斯顿战俘营。
日本海军在1942年11月10日，将古鹰号除籍。

## 历代舰长
基于《艦長たちの軍艦史》P87-89，《日本海軍史》第9、10巻中“将官履歴”

### 舣装员长
1. 塩沢幸一 大佐：1925年5月15日 -

### 舰长
1. 塩沢幸一 大佐：1926年3月31日 - 1926年12月1日
2. 菊井信義 大佐：1926年12月1日 - 1927年11月15日
3. 有馬寛 大佐：1927年11月15日 - 1928年12月10日[4]
4. 大西次郎 大佐：1928年12月10日[4] - 1929年11月30日
5. 田尻敏郎 大佐：1929年11月30日 - 1930年12月1日
6. 町田進一郎 大佐：1930年12月1日 - 1931年12月1日
7. 神山忠 大佐：1931年12月1日 - 1932年12月1日
8. 高山忠三 大佐：1932年12月1日 - 1933年11月15日
9. 斎藤二朗 大佐：1933年11月15日 - 1934年11月15日
10. 角田覚治 大佐：1934年11月15日 - 1935年11月15日
11. 水野準一 大佐：1935年11月15日 - 1936年12月1日
12. 大塚幹 大佐：1936年12月1日 -
13. 友成佐市郎 大佐：1937年12月1日 -
14. 岡村政夫 大佐：1938年4月20日 -
15. 伊藤皎 大佐：1938年12月15日 -
16. 白石万隆 大佐：1939年11月15日 -
17. 中川浩 大佐：1940年10月19日 -
18. 荒木伝 大佐：1941年11月28日 -

## 同级舰
- 加古